# Конвой №4508
Конвой № 4508 — японський конвой часів Другої світової війни, проведення якого відбувалось у травні 1943-го.
Вихідним пунктом конвою був атол Трук у центральній частині Каролінських островів, де ще до війни створили потужну базу японського ВМФ, з якої до лютого 1944-го провадились операції в цілому ряді архіпелагів. Пунктом призначення став розташований у Токійській затоці порт Йокосука, що під час війни був обраний як базовий для логістики Труку.
До складу конвою увійшли судно-носій десантних засобів «Маясан-Мару», переобладнаний гідроавіаносець «Кунікава-Мару» і транспорти «Тацутаке-Мару» (Tatsutake Maru) та «Кінай-Мару», тоді як охорону забезпечував торпедний човен «Хійодорі».
Загін вийшов з бази 8 травня 1943-го. Його шлях пролягав через кілька традиційних районів патрулювання американських підводних човнів, які зазвичай діяли на підходах до Труку, біля Маріанських островів, островів Огасавара та поблизу східного узбережжя Японського архіпелагу. Вже у перші години 9 травня човен USS Plunger поцілив двома торпедами «Кунікава-Мару», втім, вони не здетонували та завдали лише легких механічних пошкоджень. За 14 годин по тому ще одна торпеда влучила в «Кунікава-Мару» і так само не вибухнула.
USS Plunger продовжував переслідування і в перші години 10 травня 1943-го в районі за чотири сотні кілометрів на схід від острова Сайпан торпедував судно «Кінай-Мару», яке втратило хід. «Тацутаке-Мару» дістав наказ зняти чотири сотні пасажирів, проте під час цієї операції сам був торпедований і затонув, загинуло багато з тих, хто перейшов на нього з «Кінай-Мару». Торпедний човен «Хійодорі» розпочав рятувальну операцію, при цьому зазнав певних пошкоджень при зіткненні з «Кінай-Мару». Невдовзі після опівдня 10 травня USS Plunger повторно торпедував «Кінай-Мару». Втім, судно й далі трималося на воді й на ранок наступної доби. Тоді американська субмарина спливла й добила судно артилерією. З екіпажу «Кінай-Мару» в підсумку загинув лише один моряк, інші були доставлені «Хійодорі» на Сайпан (після висадки врятованих цей «Хійодорі» попрямував услід за конвоєм до Японії).
Подальший шлях пройшов без ускладнень і 15 травня 1943-го інші кораблі конвою прибули до Йокосуки.